# Hoogfeest van het Heilig Hart
Het Hoogfeest van het Heilig Hart is een hoogfeest in de liturgische kalender van de Katholieke Kerk.  Het wordt op de derde vrijdag na Pinksteren gevierd en valt meestal in de maand juni.  Daarom wordt de maand juni soms wel de 'Maand van het Heilig Hart' genoemd.  De vroegst mogelijke datum is 29 mei.  De laatst mogelijke datum is 2 juli.
Het Heilig-Hartfeest ontstond in Frankrijk: in 1672 gaf de bisschop van Rennes aan de religieuze congregaties van de H. Johannes Eudes (1601-1680) voor het eerst verlof om een feest ter ere van het Heilig Hart van Jezus te vieren.  In 1765 erkende Paus Clemens XIII deze dag officieel als een plaatselijk feest.  Paus Pius IX schreef het feest in 1856 voor heel de Kerk voor. In de kerken of parochies waar het H. Hart de patroon is, mag men het hoogfeest van het H.Hart op de derde zondag na Pinksteren hernemen.